# Muzàraa
La muzàraa (en àrab muzāraʿa) era una institució de la pagesia al temps dels àrabs, semblant a la figura catalana del parcer o mitger. La distribució entre el propietari de la terra i el parcer era de 4 a 1 (els mitgers parteixen la collita). El parcer es deia muzarí. El principal contracte de parceria que existia era la muzara' en el qual el propietari aportava la terra i les llavors, útils i animals, i el muzarí la feina, repartint-se el producte entre ambdós en la proporció d'un cinquè el parcer i quatre cinquens el propietari. Encara que es fixava un termini (renovable) en la pràctica era indefinit.
El poble de la Mussara, a Vilaplana (Baix Camp) podria derivar el nom d'aquesta institució o de la paraula Mossara (que vol dir albereda)